# Division 1 i ishockey i Danmark
1. division är den näst högsta ligan i dansk ishockey, även känd som Divisionen. Den är indelad i ett öst- och västblock.